# 醋昆布

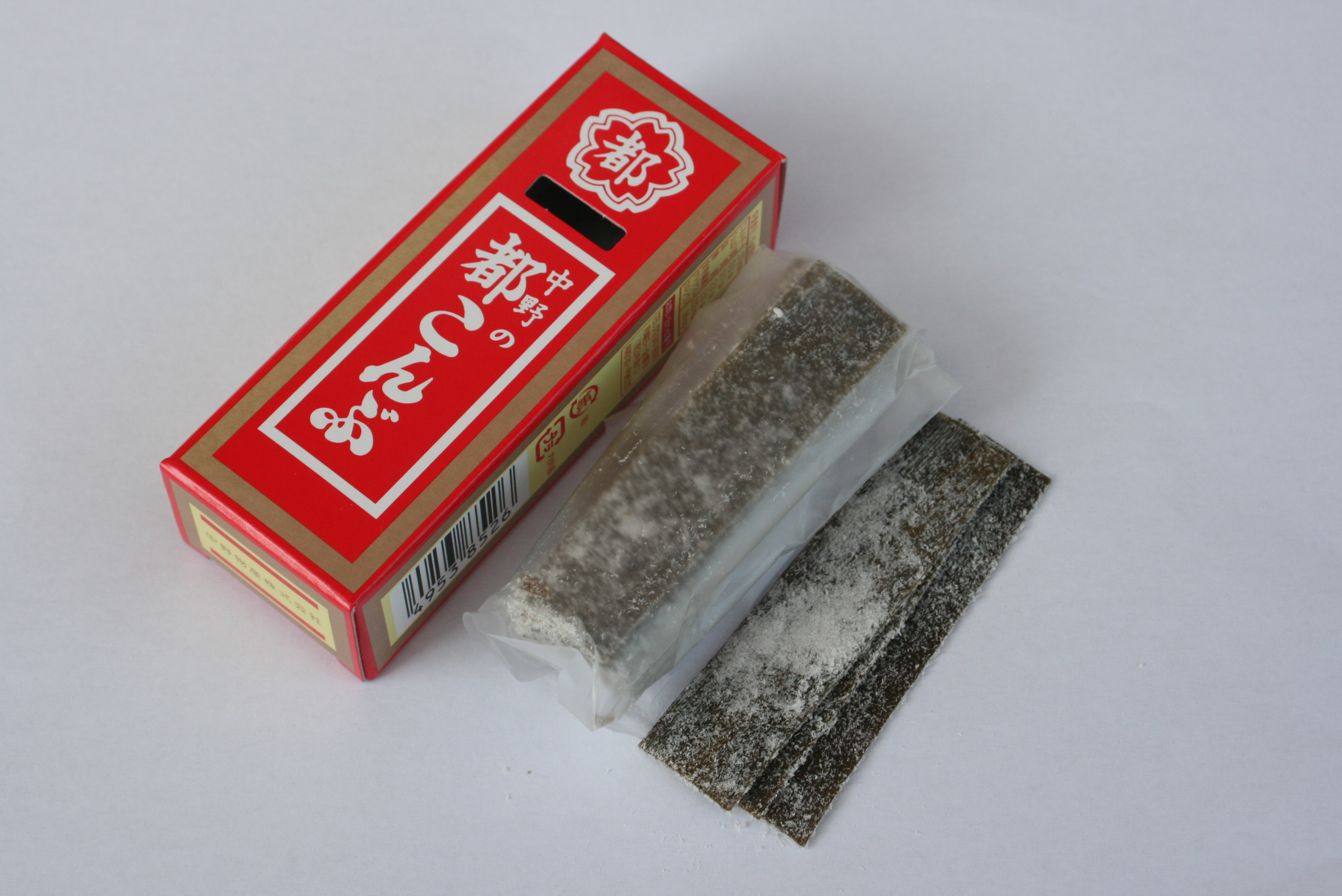
中野的都昆布

醋昆布（日语： Sukombu）是一種日本的粗點心，主要原料爲用醋等調味料醃製的海帶。
中野物產所生產、銷售的「中野的都昆布」是現今較爲知名的醋昆布品牌。

## 製作方法
以「中野的都昆布」爲例，先將海帶用醋與調味液醃漬。兩次醃製之間，將昆布整理至一致的形狀、尺寸。第二次醃製後，撒上氨基酸製成的白色粉末狀甜味劑，由機器裁剪包裝。

## 醋的作用
關於醋昆布中醋的作用，其一是調出酸味，有增進食慾的功效；其二是使海帶更加柔軟，醋酸等有機物可以軟化海帶中大量存在的海藻酸。。

## 事件
1972年，日本東京都內陸續出現多個食用醋昆布後面部麻痹的案例。東京都調查了25家廠商的商品，過半數都檢出重量佔比10%-45%穀氨酸鈉（味精）。東京都因此規定穀氨酸鈉之使用量應爲3%以下。

## 主要生產公司
- 中野物産（日语：中野物産）
- 都水産 - 1918年開始販賣「山口都昆布」[3]。
- 近畿食品
- Natori（日语：なとり）
- 上田昆布